# Amphirhachis quadripunctata
Amphirhachis quadripunctata là một loài tò vò trong họ Ichneumonidae.